# Ava Max
Amanda Koçi, née le 16 février 1994 à Milwaukee dans l’État du Wisconsin aux États-Unis, dite Ava Max (prononcé [ˈeɪvə] en anglais), est une auteure-compositrice-interprète américaine. À la suite de la signature d’une entente avec le label discographique Atlantic en 2016, elle publie sa première chanson, Sweet but Psycho, en août 2018. Celle-ci rencontre progressivement un succès à échelle mondiale, se hissant jusqu’au sommet des classements musicaux de vingt-deux pays, tout en rencontrant un effet de popularité similaire en Australie, aux États-Unis ou encore en France.
La sortie de son premier album studio, baptisé Heaven & Hell (2020), est précédée par l’arrivée graduelle de plusieurs singles, notamment So Am I et Kings & Queens, rencontrant tous un engouement critique et commercial relativement important, tout particulièrement sur le territoire européen. Son deuxième album, nommé Diamonds & Dancefloors (2023), suivra quelque temps plus tard. Il reçoit un accueil favorable par la critique et génère les singles Maybe You're the Problem et Million Dollar Baby, tout en étant accompagné d’une première tournée mondiale, intitulée On Tour (Finally). En 2024, elle collabore notamment avec Kygo sur Whatever (en), puis délivre My Oh My comme premier extrait issu de son troisième album à paraître. Puis Spot A Fake en septembre 2024. En février 2025 elle annonce une refonte totale de son album en oubliant totalement ces anciens titres My Oh My et Spot A Fake pour nous délivrer un nouveau single Lost Your Faith dont le clip vidéo s’est fait attendre 1 mois plus tard. Puis viens son deuxième single Lovin Mylself en fin mai 2025 où elle annonce la sortie de son 3eme album le 22 août 2025. Son troisième single Wet Hot American Dream sort le 1er juillet 2025.

## Biographie

### Enfance et formation
Amanda Koci naît le 16 février 1994 à Milwaukee, aux États-Unis, dans une famille d'immigrés d'Albanie originaire de Saranda et de Himarë,. Dans les années 1990, ses parents quittent l'Albanie pour s'installer aux États-Unis et offrir une meilleure qualité de vie à la jeune fille et son frère Denis. Ils arrivent premièrement dans l'État du Wisconsin mais déménagent peu de temps après en Virginie, où Ava passe le plus clair de son enfance. Lorsqu'elle était petite, Ava entend fréquemment sa mère chanter des airs d'opéra et désire alors faire de même ; c'est d'ailleurs cela qui l'a fortement entraînée à poursuivre une carrière dans la performance artistique.
Impressionnée par la voix de sa mère, elle sait rapidement qu'elle veut devenir chanteuse et s'entraîne intensément pour y parvenir. Vers ses 8 ans, elle chante déjà devant plein de spectateurs. Harcelée au collège, elle essaye de se défendre mais personne ne la croit et elle se fait exclure. Elle est transférée dans une école catholique mais ne s'y sent pas à sa place. Elle revient finalement au collège initial. Sa mère, toujours aussi compréhensive, opte pour les cours par correspondance. C'est là qu'elle se consacre à la chanson, même si personne d'autre que sa famille ne croyait en elle.
Une autre inspiration majeure étaient les grandes vocalistes des années 1990 et 2000, comme Madonna, Gwen Stefani, Fergie, Britney Spears, Christina Aguilera, Whitney Houston et Mariah Carey, expliquant :

« Le secteur de la musique regorge de femmes puissantes et talentueuses, qui ont également surmonté bien des périples. Pour moi, il s'agit de femmes qui ont traversé les obstacles et en sont ressorties plus fortes. »

À l'âge de quatorze ans, elle parvient à solliciter l'aide de Pharrell Williams, qui lui donne des conseils pour « conquérir l'industrie[réf. nécessaire] ». Inspirée à son tour par la décision courageuse que sa famille a entrepris en quittant leur pays natal après la chute du régime communiste et l'ouverture des frontières, elle choisit finalement de s'installer à Los Angeles pour mieux suivre son ultime vocation.

### Carrière

#### Débuts
Ava exploite en premier lieu le nom de scène d'Amanda Kay vers le début des années 2000. Ainsi, elle se rend en studio pour enregistrer des maquettes et, parmi ces nombreuses sessions, l'une d'entre elles donnera naissance aux esquisses I Need You et More Than Words Can Say, qui feront surface quelques années plus tard. Par la suite, elle change de direction et adopte le surnom d'Ava Koci, émergeant cette fois-ci sur la scène générale à la faveur de son intégration à Take Away the Pain, titre conceptualisé par le duo Project 46 et sorti en juillet 2015.
Le mois suivant, elle poursuit sa lancée et engendre graduellement un intérêt sur la plateforme de distribution audio SoundCloud sur laquelle elle partage régulièrement des compositions originales telles que les morceaux Come Home, Jet Set ou encore Spinning Around. Certains d'entre eux bénéficient notamment d'une production assurée par le réalisateur artistique canadien Cirkut qui, à la suite d'une rencontre impromptue dans une discothèque, s'impose alors comme partenaire récurrent dans le quotidien de la jeune femme.
En 2016, elle décide d'emprunter le simple mononyme Ava et présente une nouvelle pièce, baptisée Anyone but You. Celle-ci parvient à captiver les oreilles des internautes, une majoration qui résultera à l'ascensionnelle exposition du segment musical via divers canaux populaires, dont ceux du site web YouTube. Toutefois, c'est le producteur américain Le Youth qui la fera jouir d'une plus large réputation, offerte de par son apparition sur Clap Your Hands, publié en août 2017. Aussi, cet évènement marque la première évocation de son pseudonyme courant. Quelques mois plus tard, elle dévoile Not Your Barbie Girl, version remaniée du célèbre Barbie Girl par le groupe Aqua (1997),. Parvenant à susciter l'attention du grand public, la chanson sera finalement rééditée l'année suivante et de manière officielle, en tant que single promotionnel.

#### Premier succès avecSweet but Psycho(depuis 2018)
Début 2018, Ava Max est successivement contactée par la maison de disques Atlantic Records qui lui propose de signer un contrat d'engagement artistique. Peu de temps après, la chanteuse révèle un autre single promotionnel, baptisé My Way. Sorti en avril, il accède au palmarès roumain, où il se positionne au trente-huitième rang. De plus, ses épigones, les morceaux Slippin et Salt, sont alors divulgués très rapidement sur Internet. En juin, le rappeur américain Witt Lowry l'invite à apporter sa contribution au duo Into Your Arms.
Deux mois plus tard, le premier single commercial d'Ava, Sweet but Psycho, est rendu disponible en téléchargement légal par le biais des magasins de musique en ligne. Immédiatement propulsé sur les marchés numériques, il rencontre un succès instantané, tout particulièrement sur le service de diffusion Spotify, tout en recevant une promotion extensive à travers des applications mobiles populaires comme Snapchat et Tik Tok. Sweet but Psycho devient progressivement la chanson phare de la jeune femme, à tel point que son essor soudain lui permet de se hisser au sommet de la plupart des classements européens, dont la liste des territoires comprend notamment l'Allemagne, l'Autriche, la Belgique (région flamande), le Danemark, l'Écosse, l'Estonie, la Finlande, l'Irlande, la Lettonie, la Norvège, la République tchèque, le Royaume-Uni, la Suisse et la Suède,. Le single apparait également dans les plus hauts rangs des palmarès d'autres provinces mondiales, incluant par exemple l'Australie et la Nouvelle-Zélande. Il sera certifié disque de platine au Danemark, en Nouvelle-Zélande, en Norvège et en Suède, puis disque d'or en Allemagne, en Australie, en Autriche, en Belgique, au Brésil, au Canada, au Royaume-Uni et en Suisse, dénombrant plus de 2 245 000 exemplaires vendus au total. Postérieurement, elle est conviée à participer à l'enregistrement des chansons Let It Be Me de David Guetta et Make Up du disc jockey américain Vice, en collaboration avec Jason Derulo. Son premier album, baptisé Heaven & Hell, est sorti le 18 septembre 2020.
Une polémique naît fin 2018 concernant son single Sweet but Psycho. Sont mis en cause l'assimilation de la violence à la maladie mentale, deux choses différentes mais présentées comme identiques dans ce morceau, un stéréotype qui contribue à renforcer la mauvaise image qu'ont d'eux-mêmes des malades mentaux, pouvant ainsi contribuer à les pousser au suicide, d'après des associations anglo-saxonnes liées à la protection des malades mentaux ou à la prévention du suicide. Une de ces association, See Change, demande aux diffuseurs irlandais de bannir ce morceau de leurs listes.
Le 7 mars 2019 sortent son single ainsi que son clip So Am I. En juillet 2019, elle sort les singles Blood Sweat & Tears et Freaking Me Out. En août 2019, Ava participe à la chanson Slow Dance du chanteur américain AJ Mitchell (en) et sort son single ainsi que son clip Torn. Le 31 octobre 2019 sort le clip du single Freaking Me Out. En novembre 2019, elle sort avec Pablo Alborán le single Tabú. Le 12 décembre 2019, elle ressort le single Salt initialement sorti en 2018, pour qu'il soit disponible sur les plateformes de téléchargement et d'écoute, suivi le 29 décembre du nouveau single On Somebody[réf. nécessaire].

#### Heaven & Hell(2020)

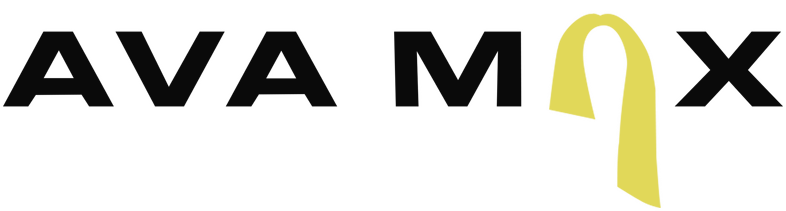
Logo utilisé par Ava Max jusqu'en 2022 avec son célèbre « Max Cut ».

Le 27 décembre 2019 sortent le single et le clip Alone, Pt. II, en collaboration avec Alan Walker. Le 17 février suivant, un nouveau clip en version live d'Alone, Pt. II, tourné au château de Fontainebleau en France, fait sa sortie. Le 12 mars, le single Kings & Queens est dévoilé et annoncé comme cinquième single de son album studio Heaven & Hell. Le 30 juillet, le nouveau single Who's Laughing Now est divulgué et annoncé comme sixième single de l'album. Le septième single de l'album, OMG What's Happening, sort le 3 septembre.
Le 18 septembre 2020, Ava Max dévoile son premier album, Heaven & Hell. Cet opus comporte les titres Sweet but Psycho, So Am I, Salt, Kings & Queens, Who's Laughing Now, OMG What's Happening ainsi que de nombreuses pistes inédites.

#### Diamonds & Dancefloors(2023)
En février 2022, Ava a fait allusion à un nouveau projet en remplaçant sa célèbre coiffure « Max Cut » par des cheveux mi-longs rouge cerise et en mettant l'accent sur une apparence rouge et rose sur ses comptes de médias sociaux,. Lors d'une interview à l'occasion de l'événement Billboard Women in Music en mars 2022, elle a reconnu que son deuxième album studio avait été écrit l'année précédente pendant une période difficile sur le plan personnel,. Le premier single de l'album, Maybe You're The Problem, est sorti le 28 avril 2022,. Le deuxième single de l'album, Million Dollar Baby, est sorti le 1er septembre 2022. Pour ce single, elle s'est fait teindre les cheveux en bruns, balayant ainsi sa chevelure rouge de Maybe You're the Problem.
Ava a annoncé son deuxième album studio Diamonds & Dancefloors le 1er juin 2022, dont la sortie de l'album était initialement prévue pour le 14 octobre 2022, mais son report au 27 janvier 2023 est annoncé avec la sortie du deuxième single, Million Dollar Baby,,. Il est prévu qu'il y ai 14 chansons sur l'album. Le 10 novembre 2022, elle dévoile un nouveau morceau de l'album intitulé Weapons. Le 16 novembre 2022, le jeu Just Dance 2023 Edition a révélé que "Million dollar Baby" sera présenté dans le jeu ainsi que son ancien titre "Sweet but psycho". Le 20 décembre 2022 la chanteuse annonce 12 teaser des singles de son album durant 12 jours et dévoile le même jour le dernier titre de l’album intitulé Dancing’s Done. Le 12 janvier 2023 Ava Max dévoile un nouveau single One Of Us qui figurera en tant que 10 single de l’album. Le 23 janvier elle sort Cold As Ice. Le 27 janvier Diamonds and Dancefloors sort et rencontre un franc succès et devient très vite numéro 1 dans plus 13 pays en seulement 2 jours, bien que la compétition des albums sortie le même jour  comme celui de Sam Smith ou encore d’Aya Nakamura, Ava se démarque très vite.
Le 22 février 2023, la chanteuse annonce sur sa page officielle Twitter les dates de sa tournée On Tour (Finally) avec 14 dates de concert prévues dont une en France le 25 avril de la même année dans la mythique salle de l'Olympia. Les préventes seront ouvertes le 2 mars 2022 et les ventes le jour suivant. Lors de son concert à Los Angeles le 20 juin 2023, un homme a sauté sur scène et a giflé Ava Max pendant qu'elle chantait "The Motto". Peu de temps après, la chanteuse révèle sur twitter "Il m'a giflé si fort qu'il m'a griffé l'intérieur de l'œil. Il ne reviendra plus jamais à un spectacle". L'incident s'est produit deux jours après que Bebe Rexha ait reçu un smartphone au visage pendant son concert a New York.
Le 19 Janvier 2024 sortent Ava Max avec le DJ Kygo, Whatever, une reprise de Shakira (Whenever, Whenever) 

#### Troisième album studio (depuis 2024)
Le 19 mars 2024, Ava Max communique son retour sur la scène musicale par le biais de vidéos publiées sur Internet et incorporant de courts extraits d’une chanson inédite. Quelques jours plus tard, elle annonce la sortie de son nouveau single, My Oh My, marquant ainsi le début du cycle promotionnel de son troisième album studio. Le morceau sortira ensuite le 4 avril 2024. À la suite de cela, plusieurs utilisations du morceau sont effectuées à des fins promotionnelles, comme dans un pack du jeu Fortnite. Le 2 juillet, elle poste un teaser sur ses réseaux sociaux, notamment après avoir supprimé tous ses posts sur Instagram, avant de supprimer celui-ci le 27 pour commencer à poster des photos dont les descriptions teasent des paroles de son futur single. Le 9 août 2024, Max a participé à un remix de "Brought the Heat Back" par le groupe sud-coréen Enhypen. La deuxième semaine de septembre, elle donne des indices à ses fans sur la date de sortie de son single, à travers des storys Instagram, et le 14 septembre, elle annonce officiellement le titre et la date de sortie de ce qu'elle décrit comme le lead single de son prochain album. Celui ci s'intitule Spot A Fake, et sera publié le 20 septembre 2024. La pochette du single sera dévoilée 3 jours plus tard, faisant référence à une scène du film Moonrise Kingdom. Le 18 octobre 2024, elle sort  "Forever Young" avec David Guetta et Alphaville, une version retravaillée du tube d'Alphaville "Forever Young". "Forever Young" a été interpreté par David Guetta pendant 26e édition des NRJ Music Awards, le vendredi 1er novembre en direct du Palais des Festivals et des Congrès de Cannes. David était accompagné de Masséo et Emma, deux candidats de la Star Academy. Le 31 octobre 2024, Max a sorti son tout nouveau single de Noël, « 1 Wish ». Le 20 novembre 2024, Max a interprété un medley de quatre de ses chansons (Spot a Fake; Kings And Queens; Sweet but Psycho; Forever Young) lors des 2024 ARIA Music Awards à Sydney, en Australie.
Le 29 janvier 2025, elle annonce son nouveau single Lost Your Faith , sorti le 7 février. Le 29 mai, elle sort Lovin Myself en tant que second single de son troisième album studio à paraître, Don't Click Play.

### Vie sentimentale
Dans une interview avec Nylon en 2023, Ava Max a révélé qu'elle était sortie avec Cirkut brièvement après leur rencontre et qu'ils étaient restés amis.

## Influences
Décrit comme étant « pétillant, amusant et valorisant[réf. nécessaire] », le style musical d'Ava Max se veut très diversifié, abordant un genre pop éminent, mêlé à des notes électroniques, voire dance. À ce sujet, elle déclare :

« Je veux que ma musique soit toujours percutante, franche et qu'elle dégage une bonne ambiance. […] Je veux que mes textes puissent arriver à inspirer mon public. Je veux que tous ces attributs soient reflétés à travers mes paroles. »

Ses compositions font souvent écho à des problèmes de société tels que l'émancipation féminine des temps modernes. Lors d'une entrevue pour le blog Valfré en 2018, elle explique :

« My Way décrit parfaitement mes idéaux et la façon dont on devrait s'adresser aux femmes dans l'époque actuelle, selon moi. Je pense que nous sommes sous-estimées et ce n'est pas correct[réf. nécessaire]. »

## Discographie

### Album studio
- 2020 : Heaven & Hell
- 2023 : Diamonds & Dancefloors[29],[30]
- 2025 : Don't Click Play

### Singles

#### En tant qu'artiste principale
| Sweet but Psycho                                                               | 2018 | 1  | 2  | 1  | 1  | 11 | 10 | 8   | 1  | 1  | 1  | 1  | 1  | - RIAA : 4 × Platine - ARIA : 5 × Platine - BPI : 3 × Platine - BVMI : 3 × Or - FIMI : 3 × Platine - IFPI NOR : 9 × Platine - IFPI SUI : 4 × Platine - RMNZ : Platine - GLF : Platine - SNEP : Diamant | Heaven & Hell                   |
| So Am I                                                                        | 2019 | 21 | 14 | 13 | 40 | —  | —  | 58  | 2  | 10 | 13 | 16 | 18 | - RIAA : Platine - ARIA : Platine - BPI : Platine - BVMI : Or - IFPI NOR : 3 × Platine - IFPI SUI : Platine - SNEP : Platine                                                                           | Heaven & Hell                   |
| Torn                                                                           | 2019 | 59 | —  | —  | 23 | —  | —  | 106 | —  | —  | 87 | —  | 28 | - FIMI : Or - IFPI NOR : Platine - SNEP : Or | Heaven & Hell                   |
| Salt                                                                           | 2019 | 10 | —  | —  | —  | —  | —  | 38  | 5  | 16 | —  | 33 | 8  | - RIAA : Or - BVMI : Or - IFPI NOR : 4 × Platine - SNEP : Platine | Heaven & Hell                   |
| Tabú (avec Pablo Alborán)                                                      | 2019 | —  | —  |    | —  | —  | —  | —   | —  | —  | —  | —  | —  | | Tabú                            |
| Alone, Pt. II (avec Alan Walker)                                               | 2019 | 47 | —  | 8  | 7  | —  | —  | 68  | 4  | 6  | —  | 25 | 47 | - FIMI : Or - IFPI NOR : 4 × Platine - SNEP : Platine | Hors album                      |
| Kings & Queens                                                                 | 2020 | 16 | 31 | 4  | 9  | 15 | 13 | 32  | 7  | 3  | 19 | 21 | 5  | - RIAA : 2 × Platine - BPI : Platine - BVMI : Or - FIMI : Platine - IFPI NOR : 3 × Platine - SNEP : Diamant                                                                                            | Heaven & Hell                   |
| Who's Laughing Now?                                                            | 2020 | 65 | —  | 8  | 4  | —  | —  | 68  | 8  | 12 | 93 | 63 | 34 | - IFPI NOR : Platine - SNEP : Platine | Heaven & Hell                   |
| OMG What's Happening                                                           | 2020 | —  | —  | —  | —  | —  | —  | —   | 32 | —  | —  | 72 | 65 | - IFPI NOR : Or | Heaven & Hell                   |
| Christmas Without You (en)                                                     | 2020 | 23 | —  | 42 | —  | —  | —  | —   | —  | 19 | 43 | —  | 32 | | Hors album                      |
| My Head & My Heart                                                             | 2020 | 22 | 21 | 23 | 9  | 21 | 45 | 72  | —  | 20 | 18 | 90 | 19 | - RIAA : Platine - SNEP : Platine - FIMI : Or - ARIA : Platine - BPI : Platine - IFPI NOR : Or - IFPI AUS : Or                                                                                         | Heaven & Hell (Digital reissue) |
| EveryTime I Cry (en)                                                           | 2021 | 58 | —  | —  | 9  | —  | —  | 105 | 39 | 22 | 99 | 55 | 97 | - SNEP : Or - BPI : Or |                                 |
| The Motto (avec Tiësto)                                                        | 2021 | 10 | 22 | 3  | 5  | 6  | 42 | 60  | 11 | 1  | 12 | 21 | 5  | - RIAA : Platine - IFPI NOR : Platine - SNEP : Platine | DRIVE                           |
| Maybe You're The Problem                                                       | 2022 | 65 | —  | 22 | —  | —  | —  | —   | 34 | 20 | 83 | 55 | —  | | Diamonds & Dancefloors          |
| Million Dollar Baby                                                            | 2022 | —  | —  | 12 | 17 | —  | —  | 139 | —  | 27 | —  | 67 | —  | - SNEP : Or | Diamonds & Dancefloors          |
| Weapons                                                                        | 2022 | —  | —  | 32 | 10 | —  | —  | —   | —  | —  | —  | 54 | 95 | | Diamonds & Dancefloors          |
| Dancing's Done                                                                 | 2022 | —  | —  | —  | —  | —  | —  | —   | —  | —  | —  | —  | —  | | Diamonds & Dancefloors          |
| One Of Us                                                                      | 2023 | —  | —  | —  | —  | —  | —  | —   | —  | —  | —  | —  | —  | | Diamonds & Dancefloors          |
| Ghost                                                                          | 2023 | —  | —  | —  | —  | —  | —  | —   | —  | —  | —  | —  | —  | | Diamonds & Dancefloors          |
| Car Keys (Ayla) (avec Alok)                                                    | 2023 | —  | —  | 48 | —  | —  | —  | —   | —  | 10 | —  | 76 | —  | |                                 |
| Choose Your Fighter                                                            | 2023 | —  | —  | 41 | —  | —  | —  | —   | —  | —  | 90 | —  | —  | | Barbie: The Album               |
| Whatever                                                                       | 2024 | 15 | —  | 20 | 7  | 54 | —  | 27  | 1  | 13 | 15 | 9  | 15 | - RIAA : Or - SNEP : Platine | KYGO                            |
| My Oh My                                                                       | 2024 | —  | —  | —  | 40 | —  | —  | —   | 38 | —  | —  | 73 | —  | |                                 |
| Spot a Fake                                                                    | 2024 | —  | —  | —  | —  | —  | —  | —   | —  | —  | —  | —  | —  | |                                 |
| Forever Young (avec David Guetta et Alphaville)                                | 2024 | 10 | —  | —  | 12 | 64 | 90 | 37  | —  | 7  | —  | 70 | 34 | - SNEP : Platine |                                 |
| 1 Wish                                                                         | 2024 | —  | —  | —  | —  | —  | —  | —   | —  | —  | —  | —  | —  | |                                 |
| Lost Your Faith                                                                | 2025 | —  | —  | —  | —  | —  | —  | —   | —  | —  | —  | —  | —  | | Don't Click Play                |
| Lovin Myself                                                                   | 2025 | —  | —  | —  | —  | —  | —  | —   | —  | —  | —  | —  | —  | | Don't Click Play                |
| « — » indique que le single ne s'est pas classé dans le hit-parade de ce pays. |      |    |    |    |    |    |    |     |    |    |    |    |    | |                                 |

#### Collaborations en tant qu'artiste non-principale
| Titre                                                                          | Année | Meilleure position | Album      |
| Titre                                                                          | Année | US Pop             | Album      |
| ------------------------------------------------------------------------------ | ----- | ------------------ | ---------- |
| Take Away the Pain (Remix) (Project 46 featuring Ava Koci)                     | 2015  | —                  | Beautiful  |
| Clap Your Hands (Le Youth featuring Ava Max)                                   | 2017  | —                  | Hors album |
| Into Your Arms (Witt Lowry featuring Ava Max)                                  | 2018  | —                  | Hors album |
| Make Up (Jason Derulo et DJ Vice featuring Ava Max)                            | 2018  | —                  | Hors album |
| Let It Be Me (David Guetta featuring Ava Max)                                  | 2018  | —                  | 7          |
| Slow Dance (AJ Mitchell featuring Ava Max)                                     | 2019  | 28                 | Slow Dance |
| Stop Crying Your Heart Out (BBC Radio 2 Allstars)                              | 2020  | —                  |            |
| Sad Boy (R3HAB et Jonas Blue featuring Ava Max et Kylie Cantrall)              | 2021  | —                  |            |
| Brought The Heat Back (Remix) (ENHYPEN featuring Ava Max)                      | 2024  | —                  |            |
| Baby It's Both (Tick-Tack English Version) (ILLIT featuring Ava Max)           | 2024  | —                  |            |
| « — » indique que le single ne s'est pas classé dans le hit-parade de ce pays. |       |                    |            |

#### Singles promotionnels
| Take Away The Pain                                                             | 2013 | —  | —  | —  |
| Satellite                                                                      | 2013 | —  | —  | —  |
| Spinning Around                                                                | 2015 | —  | —  | —  |
| Come Home                                                                      | 2015 | —  | —  | —  |
| Jet Set                                                                        | 2016 | —  | —  | —  |
| Anyone but You                                                                 | 2016 | —  | —  | —  |
| My Way                                                                         | 2018 | —  | —  | 48 |
| Slippin' (featuring Gashi)                                                     | 2018 | —  | —  | —  |
| Not Your Barbie Girl                                                           | 2018 | —  | —  | —  |
| Blood, Sweat & Tears                                                           | 2019 | 60 | —  | —  |
| Freaking Me Out                                                                | 2019 | —  | 29 | —  |
| On Somebody                                                                    | 2019 | —  | 35 | —  |
| On Me (Thomas Rhett et Kane Brown featuring Ava Max)                           | 2020 | —  | —  | —  |
| Naked                                                                          | 2020 | —  | —  | —  |
| Cold As Ice                                                                    | 2023 | —  | —  | —  |
| « — » indique que le single ne s'est pas classé dans le hit-parade de ce pays. |      |    |    |    |

## Tournées
- 2023 : On Tour (Finally)
- 2025 : Don't Click Play Tour

## Distinctions
| Année | Organisation                 | Travail nommé            | Catégorie                                  | Résultat   |
| ----- | ---------------------------- | ------------------------ | ------------------------------------------ | ---------- |
| 2018  | Vodafone Big Top 40          | Sweet but Psycho         | Single numéro un du classement Big Top 40  | Lauréat    |
| 2019  | GAFFA Awards                 | Sweet but Psycho         | Chanson internationale de l’année          | Nomination |
| 2019  | Global Awards                | Elle-même                | Révélation internationale de l’année       | Nomination |
| 2019  | GAFFA Awards                 | Elle-même                | Révélation internationale de l’année       | Nomination |
| 2019  | GAFFA Awards                 | Sweet but Psycho         | Chanson internationale de l’année          | Nomination |
| 2019  | NRJ Music Awards 2019        | Elle-même                | Révélation internationale de l'année       | Nomination |
| 2019  | MTV Europe Music Awards      | Elle-même                | Meilleur artiste MTV PUSH                  | Lauréat    |
| 2020  | NRJ Music Awards 2020        | Elle-même                | Artiste féminine internationale de l'année | Nomination |
| 2020  | NRJ Music Awards 2020        | Kings & Queens           | Chanson internationale de l'année          | Nomination |
| 2021  | NRJ Music Awards 2021        | Elle-même                | Artiste féminine internationale de l'année | Nomination |
| 2022  | Los40 Music Awards 2022      | Elle-même                | Best Act International                     | Lauréat    |
| 2022  | Los40 Music Awards 2022      | Maybe You're the Problem | Best Video International                   | Lauréat    |
| 2022  | NRJ Music Awards 2022        | Elle-même                | Artiste féminine internationale de l'année | Nomination |
| 2022  | 2022 MTV Europe Music Awards | The Motto ft. Tiesto     | Best Collaboration                         | Nomination |